# Iridopsis vacillaria
Iridopsis vacillaria är en fjärilsart som beskrevs av Druce 1892. Iridopsis vacillaria ingår i släktet Iridopsis och familjen mätare. Inga underarter finns listade i Catalogue of Life.